# Trichinomyia flavipes
Trichinomyia flavipes är en tvåvingeart som först beskrevs av Johann Wilhelm Meigen 1830.  Trichinomyia flavipes ingår i släktet Trichinomyia, och familjen puckeldansflugor. Arten är reproducerande i Sverige.